# Lenore Lonergan
Lenore Lonergan (2 de junio de 1928, en Toledo, Ohio[cita requerida] – 31 de agosto de 1987) fue una actriz de cine y teatro estadounidense de las décadas de 1930, 1940 y 1950.

## Biografía

Vera Allen, Dan Tobin, Katharine Hepburn y Lenore Lonergan en Broadway en The Philadelphia Story (1939)

Procedía de una larga estirpe de actores; su abuelo paterno, Lester Lonergan, era un actor de origen irlandés, y su padre, Lester Lonergan, Jr. era un actor de renombre. Su madre, Julia Mary (Juliet) McIntyre-Lonergan, hija de Hector McIntyre y Julia Fennell de Sydney, Nueva Escocia, Canadá, también fue actriz y cantante de ópera formada en el Conservatorio de Música de Nueva Inglaterra. En su apartamento de la 58 West 58th Street de la ciudad de Nueva York colgaba un retrato suyo del suelo al techo en el papel de Julieta Capuleto de Romeo and Juliet.[cita requerida] Su hermano, Lester Lonergan III, también era actor.
Debutó en Broadway a los 6 años, en Mother Lode, protagonizada por Melvyn Douglas. A los 11 años, Lonergan formó parte del reparto original de The Philadelphia Story en Broadway, interpretando a la pícara hermana pequeña del personaje de Katharine Hepburn.[cita requerida]
Más tarde interpretó papeles juveniles en Junior Miss, de Jerome Chodorov y Joseph Fields, y en Dear Ruth, de Norman Krasna. Apareció en Crime Marches On, Fields Beyond y en la película Tom, Dick and Harry, entre otras. Entre sus películas posteriores figuran Westward the Women, The Whistle at Eaton Falls y The Lady Says No.

## Vida personal y muerte
Lonergan estaba casada con Richard Bertram y tenía un hijo, John Holtzman. Murió de cáncer el 31 de agosto de 1987 en Stuart, Florida.

## Filmografía
| Año  | Título                     | Papel           | Notas |
| ---- | -------------------------- | --------------- | ----- |
| 1941 | Tom, Dick and Harry        | Butch           |       |
| 1951 | The Whistle at Eaton Falls | Abbie           |       |
| 1951 | The Lady Says No           | Goldie          |       |
| 1951 | Westward the Women         | Maggie O'Malley |       |